# Rhyacophila aurata
Rhyacophila aurata là một loài Trichoptera trong họ Rhyacophilidae. Chúng phân bố ở miền Cổ bắc.